# Sailly-au-Bois
Sailly-au-Bois és un municipi francès situat al departament del Pas de Calais i a la regió dels Alts de França. L'any 2007 tenia 269 habitants.

## Demografia

### Població
El 2007 la població de fet de Sailly-au-Bois era de 269 persones. Hi havia 104 famílies de les quals 24 eren unipersonals (12 homes vivint sols i 12 dones vivint soles), 40 parelles sense fills, 32 parelles amb fills i 8 famílies monoparentals amb fills.
La població ha evolucionat segons el següent gràfic:
Habitants censats

### Habitatges
El 2007 hi havia 127 habitatges, 110 eren l'habitatge principal de la família, 9 eren segones residències i 7 estaven desocupats. Tots els 125 habitatges eren cases. Dels 110 habitatges principals, 104 estaven ocupats pels seus propietaris i 6 estaven cedits a títol gratuït; 3 tenien dues cambres, 16 en tenien tres, 34 en tenien quatre i 57 en tenien cinc o més. 84 habitatges disposaven pel capbaix d'una plaça de pàrquing. A 50 habitatges hi havia un automòbil i a 45 n'hi havia dos o més.

### Piràmide de població
La piràmide de població per edats i sexe el 2009 era:
| Homes | Edats   | Dones |
| ----- | ------- | ----- |
| 0     | 95 o +  | 0     |
| 0     | 90 a 94 | 4     |
| 0     | 85 a 89 | 4     |
| 0     | 80 a 84 | 4     |
| 12    | 75 a 79 | 8     |
| 4     | 70 a 74 | 8     |
| 16    | 65 a 69 | 12    |
| 8     | 60 a 64 | 4     |
| 4     | 55 a 59 | 4     |
| 20    | 50 a 54 | 12    |
| 8     | 45 a 49 | 8     |
| 12    | 40 a 44 | 0     |
| 12    | 35 a 39 | 4     |
| 0     | 30 a 34 | 0     |
| 4     | 25 a 29 | 4     |
| 8     | 20 a 24 | 8     |
| 8     | 15 a 19 | 0     |
| 8     | 10 a 14 | 16    |
| 8     | 5 a 9   | 8     |
| 0     | 0 a 4   | 0     |

## Economia
El 2007 la població en edat de treballar era de 151 persones, 100 eren actives i 51 eren inactives. De les 100 persones actives 91 estaven ocupades (53 homes i 38 dones) i 9 estaven aturades (4 homes i 5 dones). De les 51 persones inactives 20 estaven jubilades, 11 estaven estudiant i 20 estaven classificades com a «altres inactius».

### Ingressos
El 2009 a Sailly-au-Bois hi havia 109 unitats fiscals que integraven 292 persones, la mediana anual d'ingressos fiscals per persona era de 15.758,5 €.

### Activitats econòmiques
Dels 7 establiments que hi havia el 2007, 2 eren d'empreses de construcció, 1 d'una empresa de transport, 1 d'una empresa d'hostatgeria i restauració, 1 d'una empresa immobiliària i 2 d'entitats de l'administració pública.
Dels 2 establiments de servei als particulars que hi havia el 2009, 1 era una empresa de construcció i 1 agència immobiliària.
L'any 2000 a Sailly-au-Bois hi havia 11 explotacions agrícoles que ocupaven un total de 480 hectàrees.

## Equipaments sanitaris i escolars
El 2009 hi havia una escola elemental integrada dins d'un grup escolar amb les comunes properes formant una escola dispersa.

## Poblacions més properes
El següent diagrama mostra les poblacions més properes.